# Meldroc de Vannes
Meldroc de Vannes ou saint Meldroc ou Meldéoc, est un saint breton.
Supposé d'origine irlandaise, il fut le quinzième évêque du diocèse de Vannes au VIIe siècle.
Selon le calendrier des saints bretons, il est fêté le 27 juin. En Orient, il est fêté le 29 décembre.

## Son culte en Bretagne
La chapelle Saint-Meldéoc de Locmeltro lui est dédiée.